# Kongulu Mobutu
Ndolo Michel Mathieu Kongulu Mobutu, né le 21 avril 1970 à Kinshasa, mort le 24 septembre 1998 à Monaco, souvent abrégé en Kongolo Mobutu et également connu sous son surnom de Saddam Hussein, était le fils de Mobutu Sese Seko, président du Zaïre (aujourd'hui la République démocratique du Congo), et officier de la Division présidentielle spéciale(DSP).

## Biographie

### Début de la vie
Kongulu Mobutu est né à l’aube même de la Zaïrianisation. Huitième enfant de la vénérée Marie-Antoinette Gbiatibwa Gogbe Yetene. Le jeune homme traînait une réputation sulfureuse qui lui avait valu le surnom de Saddam Hussein, il était décrit comme un homme trapu et barbu, avec un goût pour les voitures rapides, le jeu et les femmes.
Dans son enfance au camp Tshatshi , Kongulu était surnommé «Gang» et «Mobali ya ngenge» à cause de sa brutalité. Très tenace parfois, comme son père, son caractère droit lui a valu plusieurs surnoms, dont celui de « Vatican », comme pour dire qu'il est un État dans l'État. Ses proches le surnommaient également « Dubaï » ou « Temple ». De tous les fils du président Mobutu, Kongulu était le plus craint.

### Carrière militaire
Kongulu Mobutu était capitaine dans la DSP. Lorsqu'il quitta l'École de formation des officiers (EFO) de Kananga, il commença sa carrière comme sous-lieutenant au Service militaire d'action et de renseignement (SARM). En tant que capitaine, il fut secrétaire personnel du général Bolozi au SARM. Il était le protégé du général Bolozi. Bolozi est marié à la tante de Kongulu. Kongulu fut un homme de main clé dans les dernières années du régime de son père.
Son surnom infâme de « Saddam Hussein » (président dictateur irakien à l'époque) lui a été attribué à cause d’allégations de brutalités envers la population zaïroise. De plus, Il a gagné son surnom au début des années 90 alors qu'il était lieutenant et qu'avec des soldats de son unité de la Division spéciale présidentielle (DSP, unité Dragons) sous son commandement, il est venu sauver des citoyens zaïrois qui avaient eu une altercation avec des GI américains à Kinshasa en les encerclant. Il obtient finalement la libération des citoyens zaïrois et est depuis surnommé « Saddam Hussein » en référence au dictateur irakien qui défiait à l'époque les USA lors de la guerre du Golfe(Opération « Tempête du Désert »), pour marquer dans l'imaginaire collectif qu'il défiait les Américains.

### Activité commerciale
Kongulu Mobutu était à la tête de plusieurs entreprises au Zaïre, dont des sociétés de transport et d'importation, et des productions de divertissement Yoshad. Il exerçait une forte influence sur le groupe de musique populaire Wenge Musica BCBG de JB Mpiana, Werrason, Didier Masela. Il a réconcilié Koffi Olomide et Jossart Nyoka Nlongo après une querelle. Selon un ancien employé, cité dans un rapport des Nations Unies , l'une de ses sociétés, Hyochade, servait de façade à l' extorsion , à la propagande d'État et à la surveillance des opposants politiques. L' émission d'investigation Kennzeichen D de la chaîne allemande ZDF a affirmé que Kongulu avait participé au détournement des richesses nationales en aidant à organiser le mouvement secret d'or vers la Gambie dans les années 1990.

### L'arrivée de l'AFDL
En avril 1997, alors que les forces dirigées par Laurent-Désiré Kabila avançaient vers la capitale du Zaïre, Kinshasa , il est allégué que Kongulu Mobutu aurait compilé une liste de 500 opposants à son père qui devaient être assassinés. Lorsque les troupes sont entrées dans la ville le 17 mai, le ministre de la Défense, le général Donatien Mahele Lieko Bokungu a tenté de négocier et a été abattu ; il a été affirmé que Kongulu avait joué un rôle dans son assassinat au camp Tshashi.
Il est révélé que Kongulu était celui qui était venu couvrir le corps du général Mahele. Il est venu après l'action et les commandants supérieurs de la DSP étaient présents lors de l'assassinat. Kongulu n'avait aucune influence sur les soldats de la DSP. Il fut la dernière personne la plus célèbre du régime de Mobutu à quitter Kinshasa le 17 mai 1997, après avoir tenté sans succès de défendre le régime de son père (il commanda les gardes du corps de son père sur la ligne de front). Kongulu s'est enfui de l'autre côté de la frontière vers Brazzaville plus tard dans la journée alors que les rebelles se trouvaient à près de 10 km de la plage. Sa maison a été saccagée par des soldats et des civils.

## Sa mort
Kongulu Mobutu est mort en exil à Monaco le 24 septembre 1998, à l'âge de 28 ans (un an après avoir assisté aux funérailles de son père à Rabat, au Maroc). On ne sait pas s'il est décédé à l'hôpital Princesse Grace de Monaco ou à la villa del Mare de son père à Roquebrune Cap Martin. Sa mort reste mystérieuse, malgré divers témoignages affirmant qu'il est mort du VIH, d'une maladie ou d'une infection de plaie. Il est encore aujourd'hui considéré comme une personne courageuse, polie et loyale par ses proches malgré toutes les histoires (vraies ou fausses) à son sujet. L'ancienne journaliste de Reuters, Michela Wrong, a écrit que lui et son frère Nyiwa étaient morts du SIDA,.